# تصنيف الشياطين
جرت محاولات مختلفة لتصنيف الشياطين ضمن سياقات الأساطير الكلاسيكية، وعلم الشياطين، والتنجيم، وسحر عصر النهضة. قد تكون هذه التصنيفات لأغراض الطب التقليدي، أو طرد الأرواح الشريرة، أو السحر الاحتفالي، أو مطاردة الساحرات، أو دروس في الأخلاق، أو الفولكلور، أو الطقوس الدينية، أو مزيج منها. قد تكون التصنيفات وفقًا للارتباطات الفلكية، أو الأشكال العنصرية، أو الألقاب النبيلة، أو ما يماثل التسلسل الهرمي الملائكي؛ أو بالارتباط بخطايا معينة وأمراض ومصائب أخرى أو بأي ملاك أو قديس يقاومهم.
العديد من مؤلفي هذه التصنيفات هم مسيحيون، إلا أنهم ليسوا الوحيدين الذين كتبوا حول هذا الموضوع.

## التصنيف حسب المجال

### عهد سليمان
"عهد سليمان" وهو عمل كتابي زائف منسوب إلى الملك سليمان. في هذا النص، يصف المؤلف العديد من الشياطين التي استعبدها للمساعدة في بناء الهيكل. وهو يشرح بالتفصيل الأسئلة التي طرحها على هؤلاء الشياطين حول أفعالهم وكيف يمكن إحباطهم، وتكون إجاباتهم بمثابة نوع من دليل المساعدة الذاتية ضد النشاط الشيطاني. على الرغم من أن التاريخ الدقيق لكتابته غير مؤكد، إلا أنه يعتبر أقدم عمل على قيد الحياة يركز بشكل خاص على الشياطين الفردية.

### تصنيف بسيلوس
كتب مايكل بسيلوس في القرن الحادي عشر العمل المؤثر De Operatione dæmonum (حول تشغيل الشياطين) والذي صنف فيه الشياطين إلى ستة أنواع: ليليوريوم (ناري)، جوي، بحري (مائي)، أرضي (أرضي)، جوفي، وLucifugous (كاره للشمس).

### فانوس النور
ذكر في كتاب فانوس النور في 1409-1410 (وهو كتاب إنجليزي مجهول غالبًا ما يُنسب إلى جون ويكليف) نظام تصنيف يعتمد على الخطايا السبع المميتة. هذا النظام، الذي يشار إليه باسم "الشياطين السبعة القاتلة" أو "أمراء الجحيم السبعة"، يخصص شيطانًا محددًا لكل خطيئة، حيث يقوم كل شيطان بإغواء الناس بتلك الذنوب، وذلك على النحو التالي:
| النص الأصلي | الترجمة العربية |
| --- | --- |
| Þe firste is Lucifer þat regneþ in his malice.̉ ouer þe children of pride Þe secounde is clepid Belzebub.̉ þat lordiþ ouer envious Þe þridde deuel is Sathanas.̉ & wraþþe is his lordschip Þe fourþe is clepid Abadon.̉ þe slowȝ ben hise retenwe Þe fifþe deuel is Mammon.̉ & haþ wiþ him þe auarouse and also oone þat is his feere.̉ a foule synne couetise Þe sixte is clepid Belphegor.̉ þat is þe god of glotouns Þe seuenþ deuel is Asmodeus.̉ þat leediþ wiþ him þe leccherouse | الشيطان الأول هو لوسيفر الذي يحقد على أولئك الذين يتميزون بالكبرياء. والثاني يُدعى بعلزبول، وهو المتسلط على الحسود. والثالث فهو الشيطان، والغضب هو سلطانه. والرابع يسمى أبادون، والكسلان هو حاشيته. والخامس هو المال ومعه الجشع، والخطيئة الشنيعة والطمع تصاحب رعاياه. والسادس يسمى بلفيجور، أي إله الشراهة والسابع هو أسموديوس الذي يقود الفاسقين معه. |